# Breitenbeek
Die Breitenbeek ist ein etwa 6,3 km langer Nebenfluss der Sperrlutter im Harz in Niedersachsen. Sie entspringt auf über 620 m Höhe in der Nähe der ehemaligen Rehbergklinik in Oderberg bei Sankt Andreasberg. Danach fließt sie zunächst Richtung Süden durch die Engelsburger Teiche, ehe sie auf 360 m Höhe in die Sperrlutter mündet. Die Breitenbeek ist der größte Nebenfluss der Sperrlutter.

## Bilder

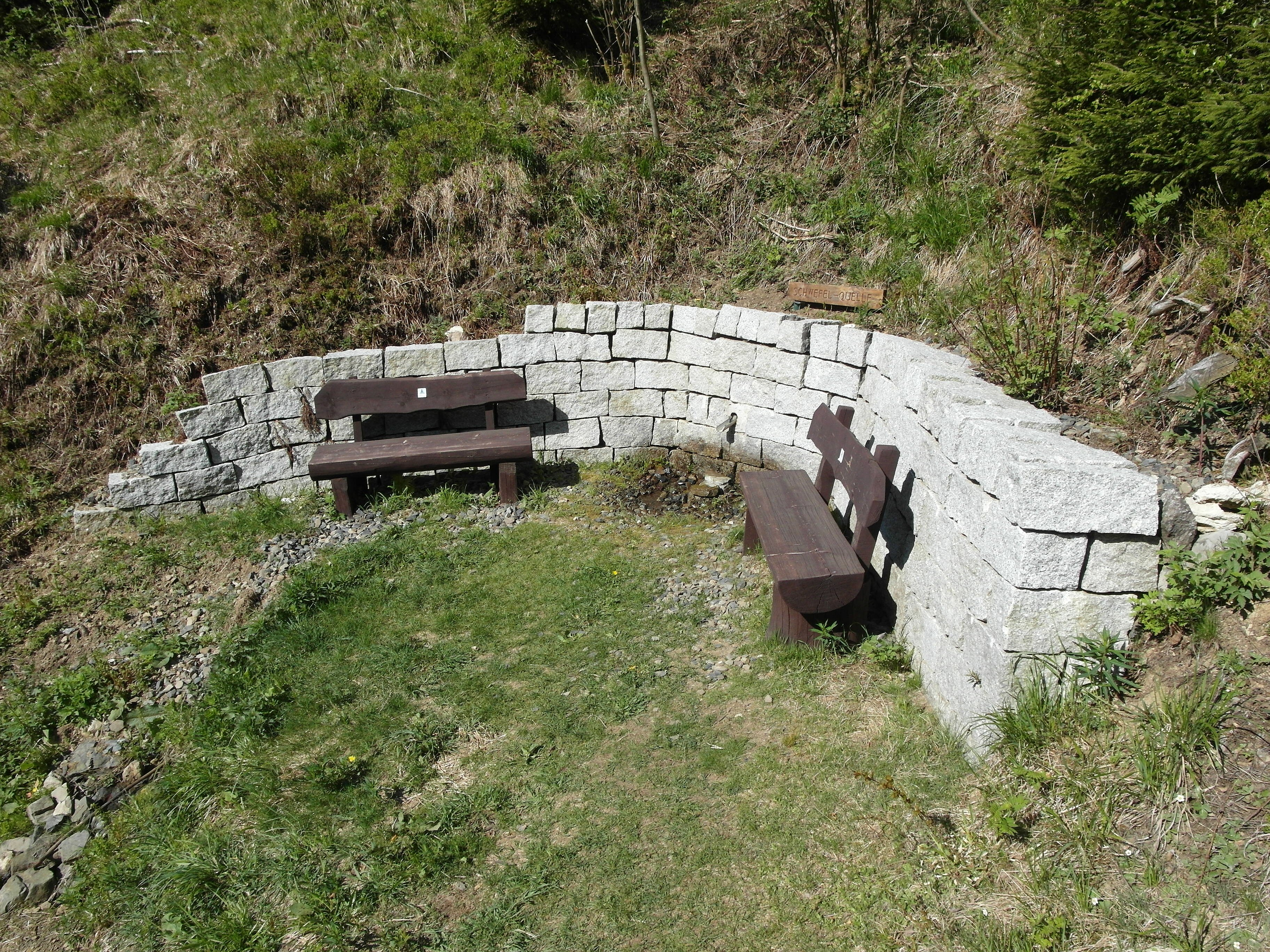
Die Schwefelquelle ist die bekannteste Quelle der Breitenbeek
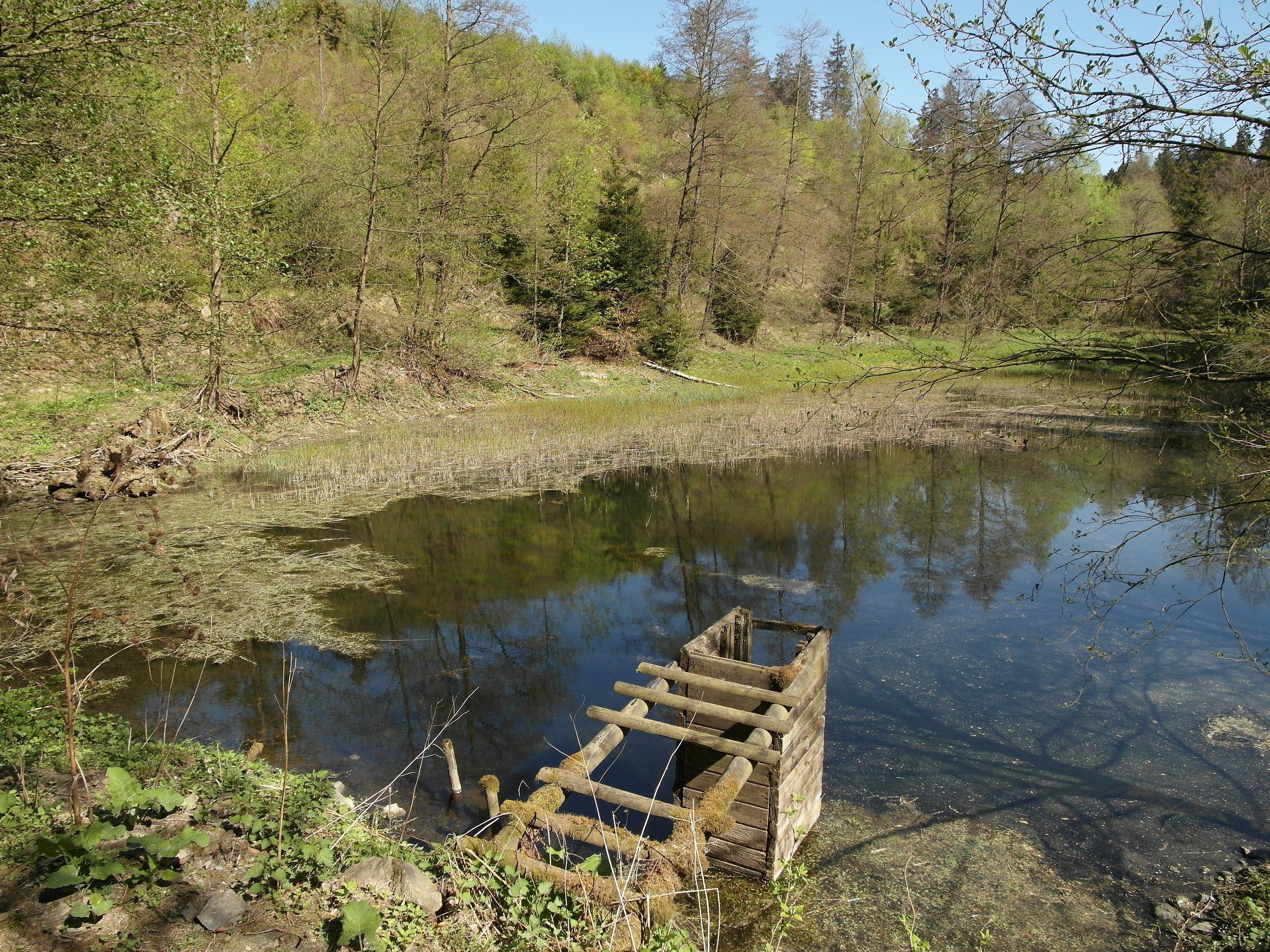
Am Ende des Quellgebietes liegen die beiden Engelsburger Teiche
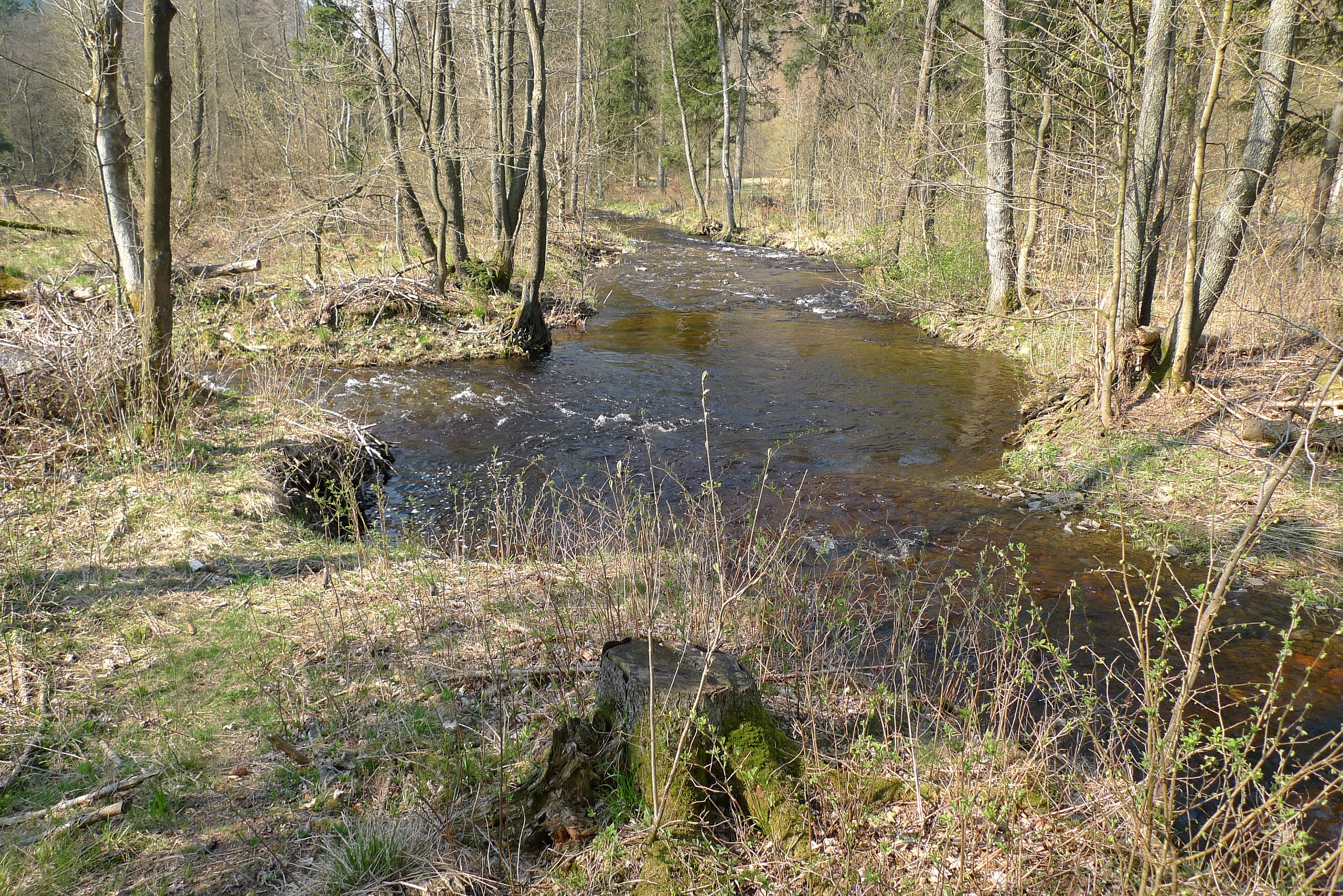
Einmündung der Breitenbeek (links) in die Sperrlutter
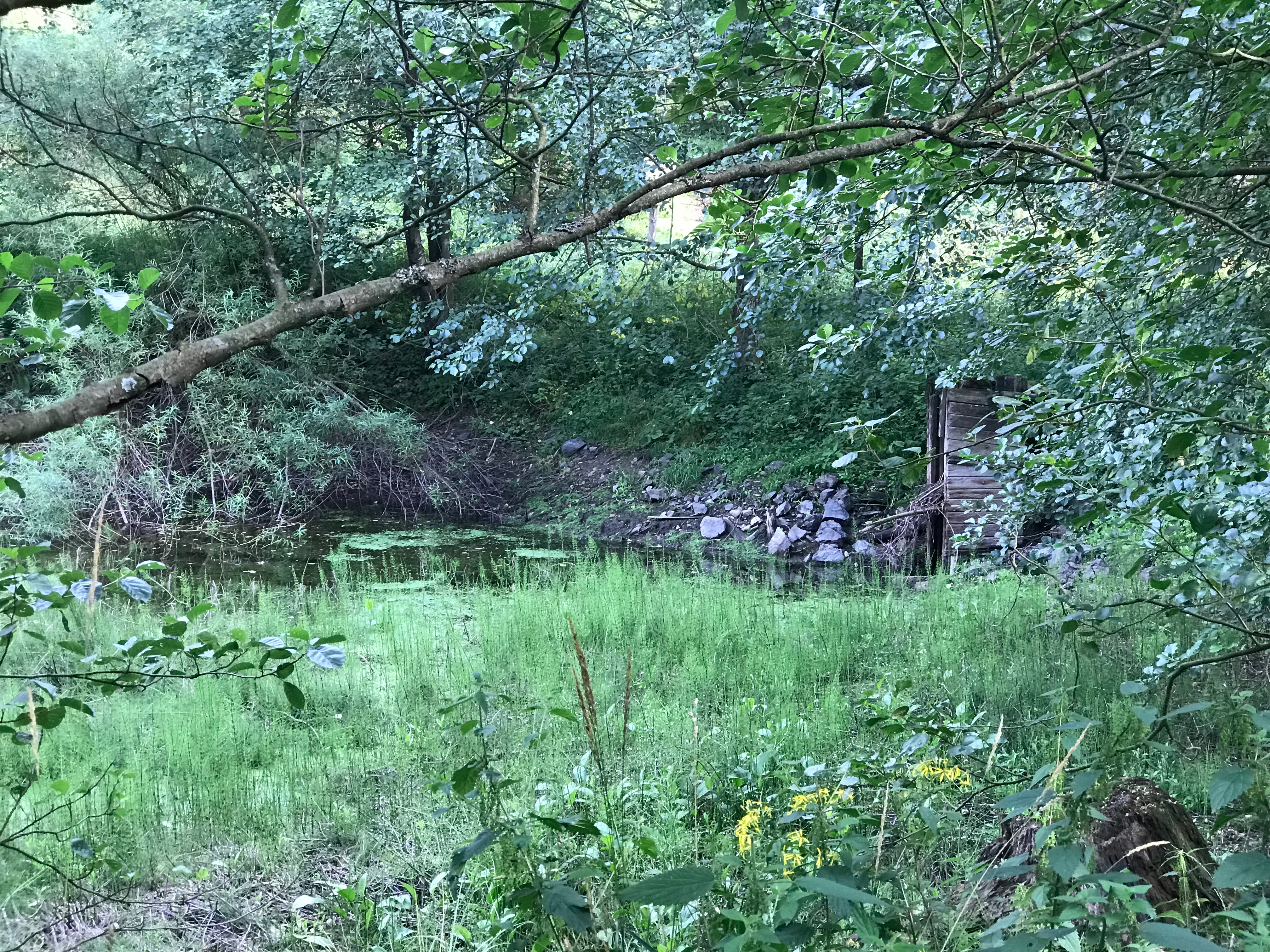
Unterer Engelsburger Teich (2019), stark verwildert
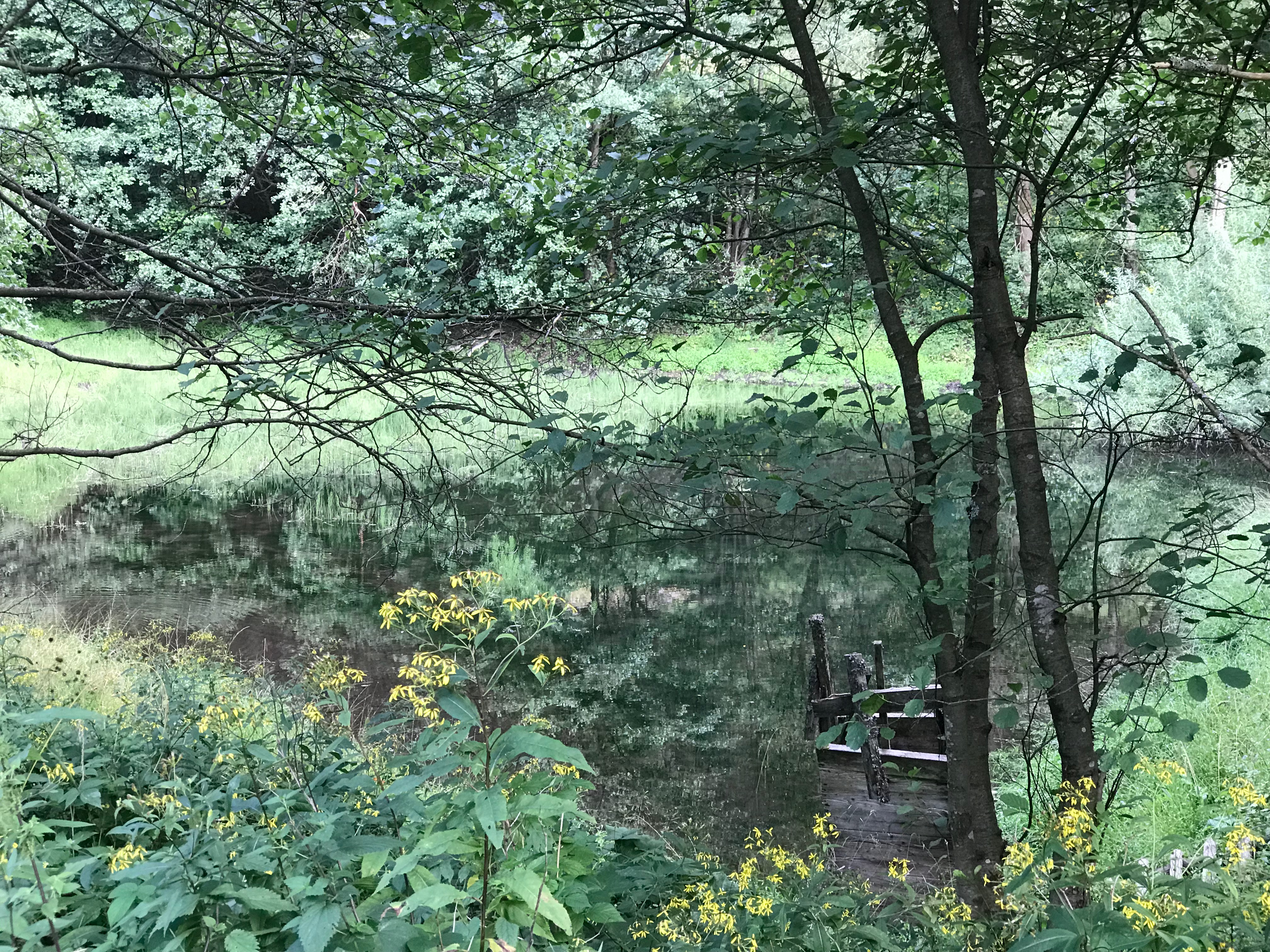
Oberer Engelsburger Teich (2019), stark verwildert
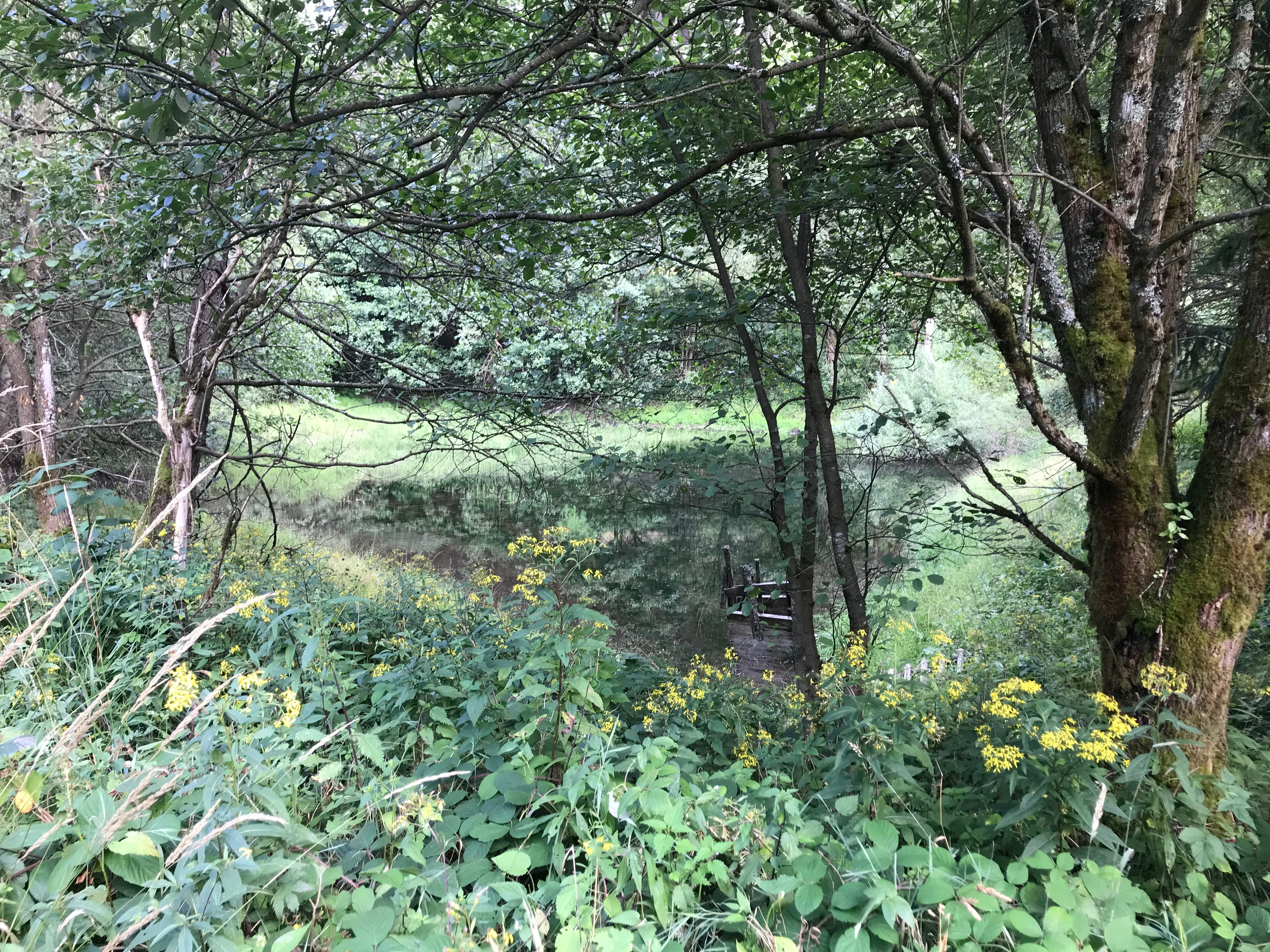
Oberer Engelsburger Teich (2019), stark verwildert